# Batalhão de Viaturas Anfíbias
O Batalhão de Viaturas Anfíbias (BtlVtrAnf) é uma unidade do Corpo de Fuzileiros Navais da Marinha do Brasil responsável pelo transporte de forças de desembarque dos navios até a praia. Ele atualmente opera 49 Carros sobre Lagarta Anfíbios (CLAnf), designação local do Amphibious Assault Vehicle americano, a maior frota desse blindado de transporte de pessoal no Hemisfério Sul. Sua sede é desde 1985 a Ilha das Flores, no estado do Rio de Janeiro, subordinando-se ao Comando da Divisão Litorânea. Além de sua função nas operações anfíbias, os CLAnf do batalhão já foram usados nas operações de garantia da lei e da ordem no Rio de Janeiro.

## Sede e denominação
O batalhão tem suas origens na Companhia de Transporte Motorizado, criada em Duque de Caxias em 1961. Pertencia, à época, ao Núcleo da 1.ª Divisão de Fuzileiros Navais. Em meados da década, a Companhia foi transferida à Ilha do Governador e expandida a Batalhão de Transporte Motorizado, subordinado ao Comando da Tropa de Reforço (atual Divisão Litorânea). Esta, por sua vez, responde à Força de Fuzileiros da Esquadra (FFE). Em meados dos anos 1970 o Batalhão retornou a Duque de Caxias. Em 1985 ele foi transferido à Ilha das Flores, sua sede atual, e recebeu sua denominação atual de Batalhão de Viaturas Anfíbias.

## Veículos

### DUKW e CamAnf

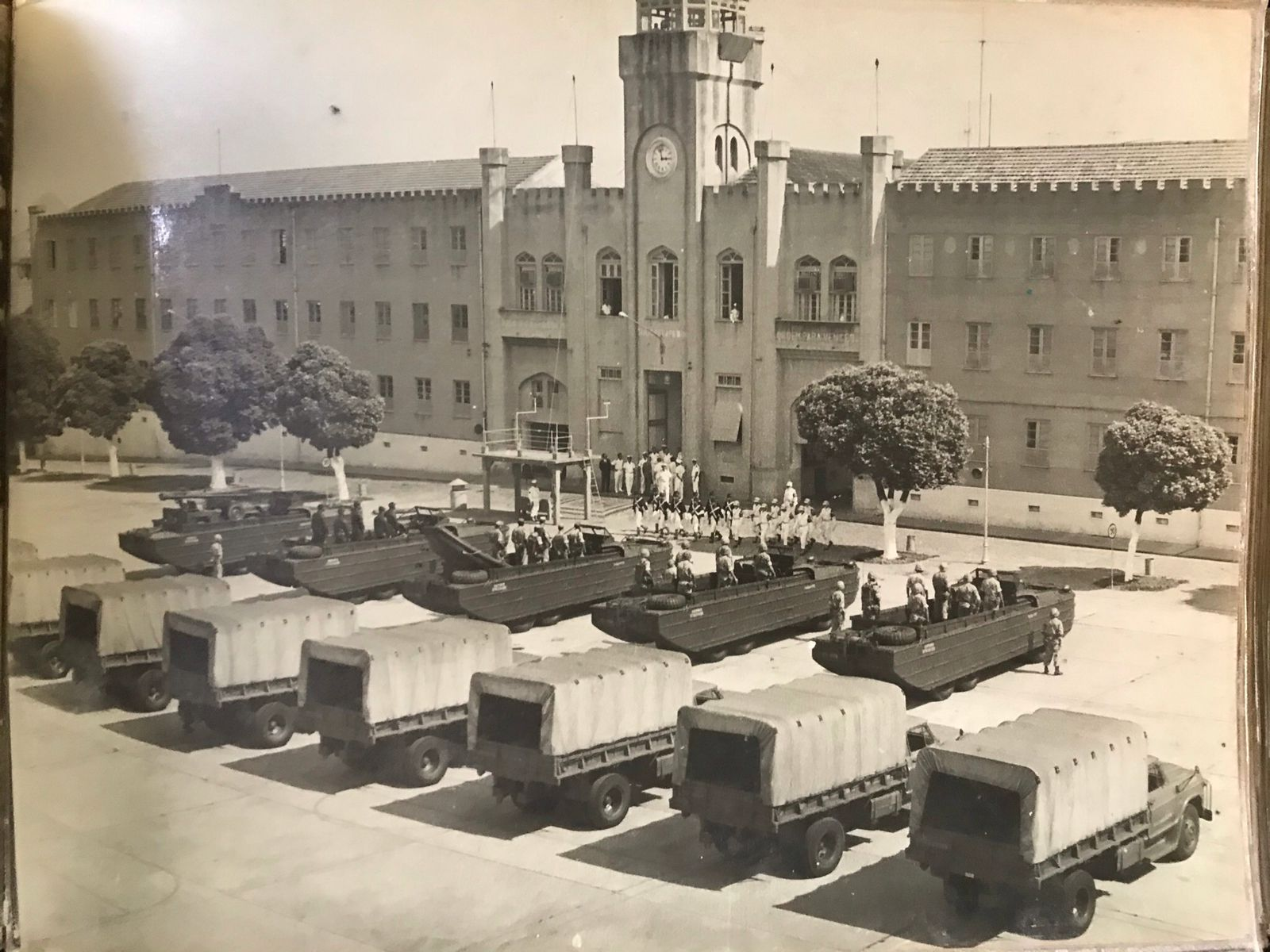
CamAnfs e caminhões comuns na Fortaleza de São José da Ilha das Cobras

Para transportar os fuzileiros em operações de desembarque, em 1970 a Marinha adquiriu 34 caminhões GMC DUKW. De origem americana dos anos 1940, aquelas unidades haviam servido às Forças Armadas Francesas. Em 1973 havia uma Companhia de Viaturas Anfíbias com dois pelotões equipados com esses veículos. A firma nacional Biselli Viaturas e Equipamentos Ltda. foi encarregada em 1978 de projetar um substituto similar ao DUKW, o Caminhão Anfíbio ou CamAnf. Planejava-se 25 unidades, mas só cinco chegaram a ser montadas e incorporadas. Os DUKW foram aposentados nos anos 1980.

### EE-11 Urutu
Investindo na motomecanização do CFN, em 1972 a Marinha adquiriu cinco blindados de transporte de pessoal sobre rodas EE-11 Urutu, os primeiros veículos blindados operados pelo CFN. Estes eram protótipos de uma versão marítima do blindado que a fabricante Engesa também oferecia ao Exército Brasileiro. Em 20 de junho de 1973 realizaram-se os primeiros testes. O veículo logo se mostrou lento e difícil de governar no mar, e consequentemente teve carreira curta. Organizados no 3.º Pelotão de Viaturas Anfíbias, os cinco Urutus já haviam sido desativados quando o CLAnf foi recebido na década seguinte.

### M-113
A experiência com o Urutu convenceu o CFN a adquirir blindados sobre lagartas, e em 1974 o Batalhão de Manutenção e Abastecimento recebeu 30 unidades da família M-113: 24 transportes M-113A1 TP, dois porta-morteiros M-125 A1, dois veículos de comando M-577 A1, um veículo de socorro XM-806E1 e um veículo oficina M-113 A1G. Eles foram então transferidos ao Batalhão de Transporte Motorizado, onde foram incorporados à Companhia de Viaturas Anfíbias. Mas o M-113 não é um veículo anfíbio, embora possa atravessar pequenos cursos d'água. A Companhia foi renomeada para Companhia de Viaturas Blindadas em 1977, permanecendo com o batalhão até 2003, quando foi transferida ao recém-criado Batalhão de Blindados de Fuzileiros Navais.

### CLAnf
Os estudos do CFN para um novo veículo de operações anfíbias conduziram ao LVTP-7 (Landing Vehicle, Tracked, Personnel) ou Amphibious Assault Vehicle (AAV). Ele já era conhecido de exercícios conjuntos com o Corpo de Fuzileiros Navais dos Estados Unidos (United States Marine Corps, USMC) e havia sido provado na Guerra das Malvinas. O primeiro lote desembarcou no Rio de Janeiro em julho de 1986: doze unidades (dez de transporte de tropas, uma de comando e uma de oficina) do AAV-7A1 revisadas pouco antes na reserva do USMC. Em serviço brasileiro o AAV foi denominado CLAnf (Carro sobre Lagarta Anfíbio) e organizado numa Companhia de Carros Lagarta Anfíbios (CiaCLAnf) dentro do Batalhão de Viaturas Anfíbias.
Uma segunda geração do CLAnf desembarcou em junho de 1997: dez viaturas de transporte AAVP-7A1, uma de comando AAVC-7A1 e uma de socorro AAVR-7A1, localmente designadas CLAnf-P, CLAnf-C e CLAnf-S. O novo lote possuía uma torre automatizada com metralhadora pesada M-2HB, de calibre .50, e lançador de granadas Mk 19, de calibre 20 mm. O primeiro lote recebeu diversas modificações, entre elas a estação de armas da versão mais recente. O CLAnf-P tem capacidade máxima de 25 militares, incluindo os três tripulantes, ou até 4 536 kg de carga. O CLAnf-S tem fontes elétricas e hidráulicas de energia, compressor de ar, fonte de energia para solda, guindaste hidráulico e guinchos de reboque e de carga.
Mais um lote foi recebido em 2017–2018, compreendendo 20 CLAnf-Ps, dois CLAnf-Cs e um CLAnf-S. Esta terceira geração é do padrão RAM/RS (Reliability, Availability, Maintainability/Rebuild-to-Standard), com motor e transmissão novos e suspensão atualizada, com melhor mobilidade e velocidade. As três aquisições somam um acervo de 49 CLAnf em serviço brasileiro, a maior frota do Hemisfério Sul.

### Aquisição futura
Estudos para um sucessor ao CLAnf estavam em curso em 2023. O objetivo era um veículo 8×8 sobre rodas, possivelmente o Amphibious Combat Vehicle [en] da BAE Systems.

## Missões

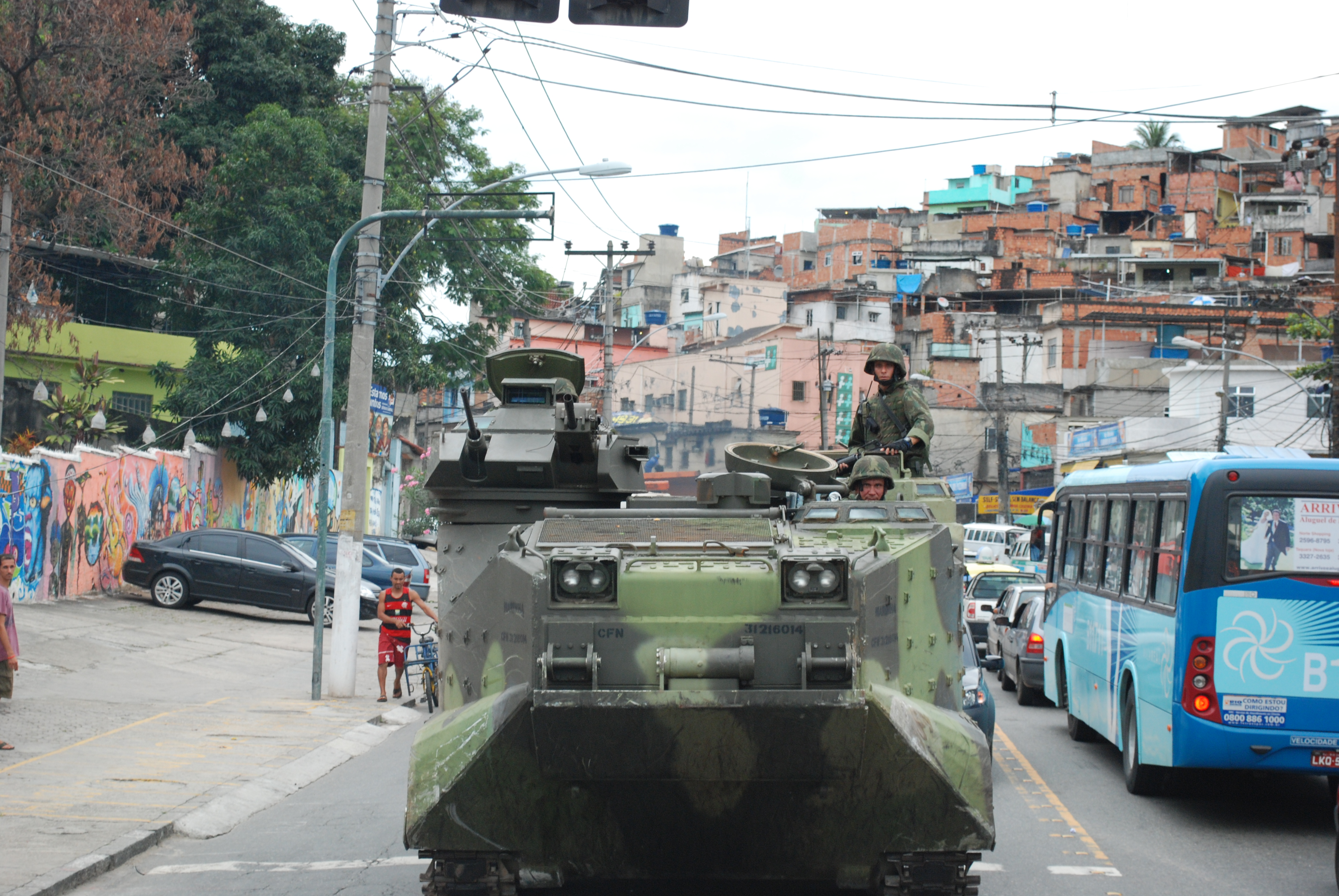
CLAnf atravessa o Complexo da Maré

A principal função dos CLAnf do CFN é transportar os elementos de assalto de uma força de desembarque de seus navios até a cabeça de praia durante um assalto anfíbio. No mar, as viaturas anfíbias são transportadas por um navio com um convés inferior que possa ser alagado, ou convés doca. A entrada e saída se dá por uma porta rebatível na popa. Desta forma, o navio pode lançar as tropas a uma distância segura da praia. A Marinha do Brasil já operou dois Navios de Desembarque e Doca (NDD), o Ceará (G-30) e Rio de Janeiro (G-31), ambos desativados, e um Navio Doca Multipropósito (NDM), o Bahia (G-40). O Bahia pode transportar até 34 CLAnf.
Em comum com outros blindados de transporte de pessoal do CFN (os M-113 e Piranha), em terra os CLAnf transportam pessoal e carga, apoiam uma tropa com seu poder de fogo, mobilidade e proteção blindada, ampliam capacidades de comando, controle e comunicações e transpõem cursos d'água.
Ao início dos anos 2010, os CLAnf dos fuzileiros navais foram mobilizados nas operações de garantia da lei e da ordem (GLO) no Rio de Janeiro. Intervenções contra o crime organizado nas favelas do Rio de Janeiro contaram com os blindados em casos como a Vila Cruzeiro e Complexo do Alemão, em 2010, a Rocinha, em 2011, Manguinhos e Jacarezinho, em 2012, e o Caju e Barreira do Vasco, em 2013. Os blindados transportaram policiais, removeram barricadas — as barreiras de concreto e trilhos de trem fincados nas vielas, que os "caveirões" sobre rodas da polícia tinham dificuldades em ultrapassar — ocuparam acessos e auxiliaram no controle do tráfego, entre outras funções, mas tinham ordens para não abrir fogo com suas armas. Seu grande porte foi usado para efeito psicológico.